# 察隅链蛇
察隅链蛇（学名：Lycodon zayuensis）一种于中华人民共和国西藏自治区察隅县发现的爬行动物，隶属于游蛇科白環蛇屬。其种加词“zayuensis”意为“西藏自治区察隅县的”。